# (4515) Khrennikov
(4515) Khrennikov es un asteroide perteneciente al cinturón de asteroides, descubierto el 28 de septiembre de 1973 por Nikolái Stepánovich Chernyj desde el Observatorio Astrofísico de Crimea (República de Crimea).

## Designación y nombre
Designado provisionalmente como 1973 SD6. Fue nombrado Khrennikov en honor al compositor soviético ruso Tikhon Khrennikov.